# Discografia di Missy Elliott
La discografia di Missy Elliott comprendente sei album in studio, un EP, settantaquattro singoli e venti video musicali. Secondo Nielsen Music, con oltre 7,6 milioni di copie, è l'artista hip hop femminile con il maggior numero di album venduti.

## Album

### Album in studio
| Anno | Titolo                                                                                 | Posizione più alta | Posizione più alta | Posizione più alta | Posizione più alta | Posizione più alta | Posizione più alta | Posizione più alta | Posizione più alta | Posizione più alta | Posizione più alta | Certificazioni                                 | Vendite   |
| Anno | Titolo                                                                                 | US                 | AUS                | BEL                | GER                | IRE                | NLD                | NZL                | SWE                | SWI                | UK                 | Certificazioni                                 | Vendite   |
| ---- | -------------------------------------------------------------------------------------- | ------------------ | ------------------ | ------------------ | ------------------ | ------------------ | ------------------ | ------------------ | ------------------ | ------------------ | ------------------ | ---------------------------------------------- | --------- |
| 1997 | Supa Dupa Fly - Pubblicato: 15 luglio 1997 - Etichetta: The Goldmind, Elektra Records  | 3                  | 4                  | 10                 | -                  | 2                  | 69                 | 9                  | -                  | -                  | 124                | - US: Platino - UK: Argento                    | 1.221.000 |
| 1999 | Da Real World - Pubblicato: 22 giugno 1999 - Etichetta: The Goldmind, Elektra          | 10                 | 4                  | 7                  | 2                  | 1                  | 57                 | -                  | 5                  | 12                 | 22                 | - US: Platino - UK: Argento                    | 1.068.000 |
| 2001 | Miss E... So Addictive - Pubblicato: 15 maggio 2001 - Etichetta: The Goldmind, Elektra | 2                  | 1                  | 1                  | 1                  | 4                  | 1                  | 32                 | 19                 | 6                  | 10                 | - US: Platino - UK: Platino - CAN: Platino     | 1.767.000 |
| 2002 | Under Construction - Pubblicato: 12 novembre 2002 - Etichetta: The Goldmind, Elektra   | 3                  | 2                  | 9                  | 1                  | 4                  | 3                  | 32                 | 2                  | 2                  | 23                 | - USA: Doppio Platino - AUS: Platino - UK: Oro | 2.142.000 |
| 2003 | This Is Not a Test! - Pubblicato: 25 novembre 2003 - Etichetta: The Goldmind, Elektra  | 13                 | 3                  | 2                  | 17                 | 9                  | 4                  | 3                  | 10                 | 25                 | 47                 | - US: Platino - AUS: Oro - CAN: Oro - UK: Oro  | 705.000   |
| 2005 | The Cookbook - Pubblicato: 5 luglio 2005 - Etichetta: The Goldmind, Atlantic Records   | 2                  | 19                 | 2                  | 1                  | 4                  | 2                  | 20                 | 41                 | 8                  | 33                 | - USA: Oro                                     | 657.000.  |

### Raccolte
| Anno | Titolo | Posizione più alta | Posizione più alta | Posizione più alta | Posizione più alta | Posizione più alta | Posizione più alta | Posizione più alta | Posizione più alta | Certificazioni                                |
| Anno | Titolo | AUS                | BEL                | GER                | IRE                | NLD                | NZL                | SWI                | UK                 | Certificazioni                                |
| ---- | --- | ------------------ | ------------------ | ------------------ | ------------------ | ------------------ | ------------------ | ------------------ | ------------------ | --------------------------------------------- |
| 2005 | Recipe of Hits - Pubblicato: 13 settembre 2005 - Etichetta: Atlantic                                       | -                  | -                  | -                  | -                  | -                  | -                  | -                  | -                  |                                               |
| 2006 | Respect M.E. - Pubblicato: 4 settembre 2006 - Etichetta: The Goldmind, Atlantic                            | 26                 | 37                 | 40                 | 11                 | 54                 | 7                  | 25                 | 7                  | - Irlanda: Oro - Nuova Zelanda: Oro - UK: Oro |
| 2013 | Original Album Series - Pubblicato: 13 settembre 2013 - Etichetta: Rhino Entertainment, Warner Music Group | -                  | -                  | -                  | -                  | -                  | -                  | -                  | -                  |                                               |

### EP
| Anno | Titolo                                                                                  | Posizione più alta | Posizione più alta | Posizione più alta |
| Anno | Titolo                                                                                  | US                 | CAN                | SWI                |
| ---- | --------------------------------------------------------------------------------------- | ------------------ | ------------------ | ------------------ |
| 2019 | Iconology - Pubblicato: 23 agosto 2019 - Etichetta: Atlantic Records, The Goldmind Inc. | 24                 | 52                 | 68                 |

## Singoli

### Come artista principale
| Titolo                                                                     | Anno | Posizione più alta | Posizione più alta | Posizione più alta | Posizione più alta | Posizione più alta | Posizione più alta | Posizione più alta | Posizione più alta | Posizione più alta | Posizione più alta | Certificazioni                            | Album                    |
| Titolo                                                                     | Anno | US                 | AUS                | BEL                | FRA                | GER                | IRE                | NLD                | NZL                | SWI                | UK                 | Certificazioni                            | Album                    |
| -------------------------------------------------------------------------- | ---- | ------------------ | ------------------ | ------------------ | ------------------ | ------------------ | ------------------ | ------------------ | ------------------ | ------------------ | ------------------ | ----------------------------------------- | ------------------------ |
| "The Rain (Supa Dupa Fly)"                                                 | 1997 | —                  | —                  | —                  | —                  | —                  | —                  | 44                 | 10                 | —                  | 16                 |                                           | Supa Dupa Fly            |
| "Sock It 2 Me" (featuring Da Brat)                                         | 1997 | 12                 | —                  | —                  | —                  | 41                 | —                  | 56                 | 5                  | —                  | 33                 | - USA: Oro                                | Supa Dupa Fly            |
| "Beep Me 911" (featuring 702 and Magoo)                                    | 1998 | —                  | —                  | —                  | —                  | —                  | —                  | —                  | 13                 | —                  | 14                 |                                           | Supa Dupa Fly            |
| "Hit Em wit da Hee" (featuring Lil' Kim)                                   | 1998 | —                  | —                  | —                  | —                  | 63                 | —                  | —                  | 27                 | —                  | 25                 |                                           | Supa Dupa Fly            |
| "She's a Bitch"                                                            | 1999 | 90                 | 70                 | —                  | —                  | 84                 | —                  | 53                 | 26                 | —                  | —                  |                                           | Da Real World            |
| "All n My Grill" (featuring MC Solaar or Big Boi)                          | 1999 | 64                 | —                  | 9                  | 16                 | 22                 | —                  | 86                 | —                  | 23                 | 20                 | - FRA: Oro                                | Da Real World            |
| "Hot Boyz" (featuring Lil' Mo, Nas, Eve & Q-Tip)                           | 1999 | 5                  | —                  | —                  | 78                 | 52                 | —                  | 78                 | 34                 | —                  | 18                 | - USA: Platino                            | Da Real World            |
| "Get Ur Freak On"                                                          | 2001 | 7                  | 44                 | 17                 | 39                 | 19                 | 25                 | 9                  | 24                 | 16                 | 4                  | - USA: Platino - UK: Argento              | Miss E... So Addictive   |
| "Lick Shots"                                                               | 2001 | —                  | —                  | —                  | —                  | —                  | —                  | —                  | —                  | —                  | —                  |                                           | Miss E... So Addictive   |
| "One Minute Man" (featuring Ludacris & Trina)                              | 2001 | 15                 | 91                 | 25                 | 31                 | 38                 | 47                 | 41                 | —                  | 92                 | 10                 |                                           | Miss E... So Addictive   |
| "Take Away" (featuring Ginuwine and Tweet)                                 | 2001 | 45                 | —                  | 59                 | —                  | 96                 | —                  | —                  | —                  | —                  | —                  |                                           | Miss E... So Addictive   |
| "4 My People" (featuring Eve)                                              | 2002 | —                  | 20                 | 3                  | 37                 | 21                 | 12                 | 2                  | —                  | 40                 | 5                  | - UK: Argento                             | Miss E... So Addictive   |
| "Work It"                                                                  | 2002 | 2                  | 6                  | 22                 | 60                 | 32                 | 19                 | 12                 | 3                  | 14                 | 6                  | - USA: Platino - ARIA: Oro                | Under Construction       |
| "Gossip Folks" (featuring Ludacris)                                        | 2002 | 8                  | 22                 | 24                 | —                  | 28                 | 28                 | 50                 | —                  | 50                 | 9                  |                                           | Under Construction       |
| "Pussycat"                                                                 | 2003 | 77                 | —                  | —                  | —                  | —                  | —                  | —                  | —                  | —                  | —                  |                                           | Under Construction       |
| "Fighting Temptation" (featuring Beyoncé, Free and MC Lyte)                | 2003 | —                  | —                  | 37                 | —                  | 54                 | —                  | 11                 | —                  | 42                 | —                  |                                           | The Fighting Temptations |
| "Pass That Dutch"                                                          | 2003 | 27                 | 26                 | 27                 | —                  | 55                 | 25                 | 38                 | —                  | 31                 | 10                 |                                           | This Is Not a Test!      |
| "I'm Really Hot"                                                           | 2004 | 59                 | 35                 | —                  | —                  | —                  | 32                 | —                  | 25                 | 73                 | 22                 |                                           | This Is Not a Test!      |
| "Lose Control" (featuring Ciara and Fatman Scoop)                          | 2005 | 3                  | 7                  | 24                 | —                  | 25                 | 16                 | 24                 | 2                  | 21                 | 7                  | - USA: 2× Platinum - ARIA: Oro - NZL: Oro | The Cookbook             |
| "Teary Eyed"                                                               | 2005 | —                  | 38                 | —                  | —                  | 64                 | 44                 | —                  | —                  | 38                 | 47                 |                                           | The Cookbook             |
| "We Run This"                                                              | 2006 | 48                 | 23                 | —                  | —                  | 73                 | 30                 | —                  | —                  | —                  | 38                 |                                           | The Cookbook             |
| "Ching-a-Ling"                                                             | 2008 | 60                 | —                  | —                  | —                  | 85                 | —                  | 97                 | 24                 | —                  | 180                |                                           | Step Up 2: The Streets   |
| "Shake Your Pom Pom"                                                       | 2008 | 95                 | —                  | —                  | —                  | —                  | —                  | —                  | —                  | —                  | 113                |                                           | Step Up 2: The Streets   |
| "WTF (Where They From)" (featuring Pharrell Williams)                      | 2015 | 22                 | 45                 | —                  | 73                 | 82                 | —                  | —                  | —                  | —                  | 66                 | - USA: Platino                            |                          |
| "I'm Better" (featuring Lamb)                                              | 2017 | 71                 | —                  | —                  | 113                | —                  | —                  | —                  | —                  | —                  | —                  |                                           |                          |
| "DripDemeanor" (featuring Sum1)                                            | 2019 | —                  | —                  | —                  | —                  | —                  | —                  | —                  | —                  | —                  | —                  |                                           | Iconology                |
| "—" indica una pubblicazione non classificata o distribuita in quel paese. |      |                    |                    |                    |                    |                    |                    |                    |                    |                    |                    |                                           |                          |

### Come artista ospite
| Titolo | Anno | Posizione più alta | Posizione più alta | Posizione più alta | Posizione più alta | Posizione più alta | Posizione più alta | Posizione più alta | Posizione più alta | Posizione più alta | Posizione più alta | Certificazioni                            | Album                                    |
| Titolo | Anno | US                 | AUS                | BEL                | GER                | IRE                | NLD                | NZL                | SWE                | SWI                | UK                 | Certificazioni                            | Album                                    |
| --- | ---- | ------------------ | ------------------ | ------------------ | ------------------ | ------------------ | ------------------ | ------------------ | ------------------ | ------------------ | ------------------ | ----------------------------------------- | ---------------------------------------- |
| "That's What Little Girls Are Made Of" (Raven-Symoné featuring Missy Elliott)                                               | 1993 | 68                 | —                  | —                  | —                  | —                  | —                  | —                  | —                  | —                  | —                  |                                           | Here's to New Dreams                     |
| "Ooh, Ooh Baby" (Taral Hicks featuring Missy Elliott)                                                                       | 1996 | —                  | —                  | —                  | —                  | —                  | —                  | —                  | —                  | —                  | —                  |                                           | This Time                                |
| "The Things That You Do" (Gina Thompson featuring Missy Elliott)                                                            | 1996 | 41                 | —                  | —                  | —                  | —                  | —                  | —                  | —                  | —                  | —                  |                                           | Nobody Does It Better                    |
| "Steelo" (702 featuring Missy Elliott)                                                                                      | 1996 | 32                 | —                  | —                  | —                  | —                  | —                  | 23                 | —                  | —                  | 41                 | - USA: Oro                                | No Doubt                                 |
| "Do Thangz" (Men of Vizion featuring Missy Elliott)                                                                         | 1996 | —                  | —                  | —                  | —                  | —                  | —                  | —                  | —                  | —                  | —                  |                                           | Personal                                 |
| "You Don't Have to Worry" (New Edition featuring Missy Elliott)                                                             | 1996 | —                  | —                  | —                  | —                  | —                  | —                  | —                  | —                  | —                  | —                  |                                           | Home Again                               |
| "Cold Rock a Party" (MC Lyte featuring Missy Elliott)                                                                       | 1996 | 11                 | 91                 | —                  | 15                 | —                  | 36                 | 1                  | 6                  | 22                 | 15                 | - USA: Oro - NZL: Platino                 | Bad as I Wanna B                         |
| "Can We" (SWV featuring Missy Elliott)                                                                                      | 1997 | 75                 | —                  | —                  | —                  | —                  | —                  | 1                  | —                  | —                  | 18                 | - NZL: Oro                                | Release Some Tension                     |
| "Not Tonight" (Lil' Kim featuring Da Brat, Missy Elliott, Lisa "Left-Eye" Lopes and Angie Martinez)                         | 1997 | 6                  | —                  | —                  | 99                 | —                  | 31                 | 4                  | 52                 | —                  | 11                 | - USA: Platino - NZL: Oro                 | Hard Core                                |
| "What About Us?" (Total featuring Missy Elliott and Timbaland)                                                              | 1997 | 16                 | —                  | —                  | —                  | —                  | —                  | —                  | —                  | —                  | —                  | - USA: Oro                                | Soul Food                                |
| "5 Minutes" (Lil' Mo featuring Missy Elliott)                                                                               | 1998 | —                  | —                  | —                  | —                  | —                  | —                  | —                  | —                  | —                  | 72                 |                                           | Why Do Fools Fall in Love                |
| "Make It Hot" (Nicole featuring Missy Elliott and Mocha)                                                                    | 1998 | 5                  | —                  | —                  | —                  | —                  | 57                 | 26                 | —                  | —                  | 22                 | - USA: Oro                                | Make It Hot                              |
| "Up Jumps da Boogie" (Timbaland & Magoo featuring Missy Elliott and Aaliyah)                                                | 1998 | 12                 | —                  | —                  | —                  | —                  | —                  | —                  | —                  | —                  | —                  | - USA: Oro                                | Welcome to Our World                     |
| "Trippin' (Total featuring Missy Elliott)                                                                                   | 1998 | 7                  | —                  | —                  | —                  | —                  | —                  | —                  | —                  | —                  | —                  | - USA: Oro                                | Kima, Keisha, and Pam                    |
| "I Want You Back" (Melanie B featuring Missy Elliott)                                                                       | 1998 | —                  | 12                 | 24                 | 37                 | 6                  | 6                  | 20                 | 21                 | 25                 | 1                  | - UK: Argento                             | Hot                                      |
| "Here We Come" (Timbaland featuring Magoo and Missy Elliott)                                                                | 1998 | 92                 | —                  | —                  | —                  | —                  | 33                 | —                  | —                  | —                  | 43                 |                                           | Tim's Bio: Life from da Bassment         |
| "I Like Control" (DJ Clue? featuring Missy Elliott, Mocha and Nicole Wray)                                                  | 1999 | —                  | —                  | —                  | —                  | —                  | —                  | —                  | —                  | —                  | —                  |                                           | The Professional                         |
| "Ya Di Ya" (Gina Thompson featuring Missy Elliott)                                                                          | 1999 | —                  | —                  | —                  | 85                 | —                  | —                  | —                  | —                  | —                  | —                  |                                           | If You Only Knew                         |
| "Take That" (Torrey Carter featuring Missy Elliott)                                                                         | 2000 | 87                 | —                  | —                  | —                  | —                  | —                  | —                  | —                  | —                  | —                  |                                           | The Life I Live                          |
| "Is That Yo Chick (The Lost Verses)" (Memphis Bleek featuring Missy Elliott, Twista and Jay-Z)                              | 2000 | 68                 | —                  | —                  | —                  | —                  | —                  | —                  | —                  | —                  | —                  |                                           | The Understanding                        |
| "Son of a Gun (I Betcha Think This Song Is About You)" (Janet Jackson and Carly Simon featuring Missy Elliott and P. Diddy) | 2001 | 28                 | 20                 | 20                 | 69                 | 21                 | 34                 | 49                 | 48                 | 56                 | 13                 |                                           | All for You                              |
| "Oops (Oh My)" (Tweet featuring Missy Elliott)                                                                              | 2002 | 7                  | 18                 | 48                 | 23                 | —                  | 32                 | 38                 | 34                 | 36                 | 5                  |                                           | Southern Hummingbird                     |
| "The Knoc" (Knoc-turn'al featuring Dr. Dre and Missy Elliott)                                                               | 2002 | 98                 | —                  | —                  | —                  | —                  | —                  | —                  | —                  | —                  | —                  |                                           | L.A. Confidential presents: Knoc-turn'al |
| "Burnin' Up" (Faith Evans featuring Missy Elliott)                                                                          | 2002 | 60                 | —                  | —                  | —                  | —                  | —                  | —                  | —                  | —                  | —                  |                                           | Faithfully                               |
| "Crew Deep" (Skillz featuring Missy Elliott and Kandi)                                                                      | 2002 | —                  | —                  | —                  | —                  | —                  | —                  | —                  | —                  | —                  | —                  |                                           | I Ain't Mad No More                      |
| "Honk Your Horn" (Dani Stevenson featuring Missy Elliott)                                                                   | 2002 | —                  | —                  | —                  | —                  | —                  | —                  | —                  | —                  | —                  | —                  |                                           | Is There Another?!                       |
| "Cop That Shit" (Timbaland & Magoo featuring Missy Elliott)                                                                 | 2003 | 95                 | 34                 | 59                 | —                  | 39                 | 98                 | 34                 | —                  | 82                 | 22                 |                                           | Under Construction, Part II              |
| "Party to Damascus" (Wyclef Jean featuring Missy Elliott)                                                                   | 2003 | 65                 | —                  | 61                 | 65                 | —                  | —                  | —                  | 49                 | —                  | —                  |                                           | The Preacher's Son                       |
| "Tush" (Ghostface Killah featuring Missy Elliott)                                                                           | 2004 | —                  | —                  | —                  | —                  | —                  | —                  | —                  | —                  | —                  | 34                 |                                           | The Pretty Toney Album                   |
| "1, 2 Step" (Ciara featuring Missy Elliott)                                                                                 | 2004 | 2                  | 2                  | 14                 | 7                  | 3                  | 12                 | 2                  | 23                 | 5                  | 3                  | - USA: Platino - ARIA: Platino - NZL: Oro | Goodies                                  |
| "Car Wash" (Christina Aguilera featuring Missy Elliott)                                                                     | 2004 | 63                 | 2                  | 2                  | 6                  | 5                  | 3                  | 2                  | 27                 | 5                  | 4                  | - ARIA: Oro - NZL: Oro                    | Shark Tale                               |
| "Turn da Lights Off" (Tweet featuring Missy Elliott)                                                                        | 2005 | —                  | —                  | —                  | —                  | —                  | —                  | —                  | —                  | —                  | 29                 |                                           | It's Me Again                            |
| "Let It Go" (Keyshia Cole featuring Missy Elliott and Lil' Kim)                                                             | 2007 | 7                  | —                  | —                  | 72                 | —                  | —                  | —                  | —                  | —                  | —                  | - USA: Platino                            | Just Like You                            |
| "Bad Girl" (Danity Kane featuring Missy Elliott)                                                                            | 2008 | —                  | —                  | —                  | —                  | —                  | —                  | —                  | —                  | —                  | —                  |                                           | Welcome to the Dollhouse                 |
| "Need U Bad" (Jazmine Sullivan featuring Missy Elliott)                                                                     | 2008 | 37                 | —                  | —                  | —                  | —                  | —                  | —                  | —                  | —                  | —                  |                                           | Fearless                                 |
| "Whatcha Think About That" (Pussycat Dolls featuring Missy Elliott)                                                         | 2008 | —                  | —                  | —                  | —                  | 12                 | —                  | —                  | —                  | —                  | 9                  |                                           | Doll Domination                          |
| "Get Involved" (Ginuwine featuring Missy Elliott and Timbaland)                                                             | 2009 | —                  | —                  | 48                 | 35                 | —                  | —                  | —                  | —                  | —                  | —                  |                                           | A Man's Thoughts                         |
| "Let's Just Do It" (Lisa "Left-Eye" Lopes featuring Missy Elliott and TLC)                                                  | 2009 | —                  | —                  | —                  | —                  | —                  | —                  | —                  | —                  | —                  | —                  |                                           | Eye Legacy                               |
| "Work" (Ciara featuring Missy Elliott)                                                                                      | 2009 | —                  | 66                 | —                  | —                  | 31                 | —                  | —                  | 46                 | —                  | 52                 |                                           | Fantasy Ride                             |
| "Fakin' It" (K. Michelle featuring Missy Elliott)                                                                           | 2009 | —                  | —                  | —                  | —                  | —                  | —                  | —                  | —                  | —                  | —                  |                                           | Pain Medicine                            |
| "Nobody's Perfect" (J. Cole featuring Missy Elliott)                                                                        | 2012 | 61                 | —                  | —                  | —                  | —                  | —                  | —                  | —                  | —                  | —                  |                                           | Cole World: The Sideline Story           |
| "How Ya Doin'?" (Little Mix featuring Missy Elliott)                                                                        | 2013 | —                  | 29                 | 82                 | —                  | 26                 | 91                 | —                  | —                  | —                  | 16                 | - ARIA: Oro                               | DNA                                      |
| "Without Me" (Fantasia featuring Kelly Rowland and Missy Elliott)                                                           | 2013 | 74                 | —                  | —                  | —                  | —                  | —                  | —                  | —                  | —                  | —                  |                                           | Side Effects of You                      |
| "I Deserve It" (Faith Evans featuring Missy Elliott and Sharaya J)                                                          | 2014 | —                  | —                  | —                  | —                  | —                  | —                  | —                  | —                  | —                  | —                  |                                           | Incomparable                             |
| "Burnitup!" (Janet Jackson featuring Missy Elliott)                                                                         | 2015 | —                  | —                  | —                  | —                  | —                  | —                  | —                  | —                  | —                  | —                  |                                           | Unbreakable                              |
| "This Is for My Girls" (assieme ad Artists for Let Girls Learn)                                                             | 2016 | —                  | —                  | —                  | —                  | —                  | —                  | —                  | —                  | —                  | —                  |                                           |                                          |
| "Ghostbusters (I'm Not Afraid)" (Fall Out Boy featuring Missy Elliott)                                                      | 2016 | —                  | —                  | —                  | —                  | —                  | —                  | —                  | —                  | —                  | —                  |                                           | Ghostbusters                             |
| "Get It" (Busta Rhymes featuring Missy Elliott and Kelly Rowland)                                                           | 2018 | —                  | —                  | —                  | —                  | —                  | —                  | —                  | —                  | —                  | —                  |                                           |                                          |
| "Tempo" (Lizzo featuring Missy Elliott)                                                                                     | 2019 | —                  | —                  | —                  | —                  | —                  | —                  | —                  | —                  | —                  | —                  | - USA: Oro - CAN: Oro                     | Cuz I Love You                           |
| "—" indica una pubblicazione non classificata o distribuita in quel paese.                                                  |      |                    |                    |                    |                    |                    |                    |                    |                    |                    |                    |                                           |                                          |

### Singoli promozionali
| Titolo                                                                     | Anno | Posizione più alta | Album              |
| Titolo                                                                     | Anno | US R&B             | Album              |
| -------------------------------------------------------------------------- | ---- | ------------------ | ------------------ |
| "It's a Woman's World"                                                     | 2002 | —                  |                    |
| "Back in the Day" (featuring Jay-Z)                                        | 2003 | —                  | Under Construction |
| "Best, Best"                                                               | 2008 | 94                 |                    |
| "Triple Threat" (featuring Timbaland)                                      | 2012 | —                  |                    |
| "9th Inning" (featuring Timbaland)                                         | 2012 | —                  |                    |
| "Pep Rally"                                                                | 2016 | —                  |                    |
| "—" indica una pubblicazione non classificata o distribuita in quel paese. |      |                    |                    |

### Collaborazioni
| Titolo                                                     | Anno | Artista                                                                                      | Album                                                       |
| ---------------------------------------------------------- | ---- | -------------------------------------------------------------------------------------------- | ----------------------------------------------------------- |
| "Wonder Funky Groove"                                      | 1991 | Timbaland                                                                                    |                                                             |
| "Won't Waste You"                                          | 1993 | Jodeci                                                                                       | Diary of a Mad Band                                         |
| "Sweaty"                                                   | 1993 | Jodeci, Mr. Dalvin                                                                           | Diary of a Mad Band                                         |
| "Betcha' Didn't Know"                                      | 1993 | Raven-Symoné                                                                                 | Here's to New Dreams                                        |
| "That's What Little Girls Are Made Of (Dub Mix)"           | 1993 | Raven-Symoné                                                                                 | Here's to New Dreams                                        |
| "It's Alright"                                             | 1995 | Craig Mack                                                                                   | Colonna sonora di Dangerous Minds                           |
| "Sweat You Down" (Alternate)                               | 1995 | Craig Mack                                                                                   | Da Bassment Demo Tape                                       |
| "U Better Be Ready"                                        | 1995 | N.D.                                                                                         | Da Bassment Demo Tape                                       |
| "Find My Love" (Alternate)                                 | 1995 | N.D.                                                                                         | Da Bassment Demo Tape                                       |
| "Plenty of Styles"                                         | 1995 | Timbaland & Magoo                                                                            | Da Bassment Demo Tape                                       |
| "Brand New" (Mr. Dalvin's Ferrari Mix)                     | 1995 | Mr. Dalvin, Static of Playa                                                                  | Da Bassment Demo Tape                                       |
| "Peepin' My Style"                                         | 1995 | Timbaland, Static of Playa                                                                   | Da Bassment Demo Tape                                       |
| "Get Down"                                                 | 1995 | Timbaland, Virginia Williams                                                                 | Da Bassment Demo Tape                                       |
| "Let Me in Your Life" (Taral Demo)                         | 1995 | Virginia Williams                                                                            | Da Bassment Demo Tape                                       |
| "Red Lights"                                               | 1995 | Timbaland                                                                                    | Da Bassment Demo Tape                                       |
| "Curiosity" (Misdemeanor Remix)                            | 1995 | Aaron Hall                                                                                   | Curiosity (CD5)                                             |
| "Beats 4 da Streets (Intro)"                               | 1996 | Aaliyah                                                                                      | One in a Million                                            |
| "Hot Like Fire"                                            | 1996 | Aaliyah                                                                                      | One in a Million                                            |
| "Ladies in da House"                                       | 1996 | Aaliyah, Timbaland                                                                           | One in a Million                                            |
| "If Your Girl Only Knew" (The New Remix)                   | 1996 | Aaliyah, Timbaland                                                                           | If Your Girl Only Knew single                               |
| "One in a Million" (Remix)                                 | 1996 | Aaliyah, Timbaland, Ginuwine                                                                 | One in a Million (Remixes)                                  |
| "Get Down Like Dat"                                        | 1996 | 702                                                                                          | No Doubt                                                    |
| "Steelo" (Timbaland Mix)                                   | 1996 | 702                                                                                          | Steelo (Vinyl)                                              |
| "Sexuality (Take Your Love Away)" (Timbaland Street Remix) | 1996 | Terri & Monica                                                                               | Sexuality single                                            |
| "G. Thang"                                                 | 1996 | Ginuwine, Magoo                                                                              | Ginuwine...the Bachelor                                     |
| "All the Times"                                            | 1997 | LSG, Faith Evans, Coko                                                                       | Levert.Sweat.Gill                                           |
| "My Body" (Remix)                                          | 1997 | LSG                                                                                          | My Body single                                              |
| "Crank Me Up"                                              | 1997 | Adina Howard                                                                                 | Welcome to Fantasy Island                                   |
| "Keys to My House"                                         | 1997 | LeVert                                                                                       | Whole Scenario                                              |
| "Go Deep" (Timbaland Remix)                                | 1997 | Janet Jackson                                                                                | Go Deep single                                              |
| "Speakers Blow"                                            | 1997 | 702                                                                                          | DJ Goldfinger: Motown New Flavas, Vol. 2                    |
| "Man Undercover"                                           | 1997 | Timbaland & Magoo, Aaliyah                                                                   | Welcome to Our World                                        |
| "Up Jumps da Boogie" (Remix)                               | 1997 | Timbaland & Magoo, Aaliyah                                                                   | Welcome to Our World                                        |
| "In My Business"                                           | 1998 | MC Lyte                                                                                      | Seven & Seven                                               |
| "Want What I Got"                                          | 1998 | MC Lyte, Mocha                                                                               | Seven & Seven                                               |
| "Joy to the World"                                         | 1998 | Nicole                                                                                       | Mentor and the Hip-Hop Owls: A Christmas Story              |
| "The Time Is Now"                                          | 1998 | Nicole                                                                                       | Make It Hot                                                 |
| "Seventeen"                                                | 1998 | Nicole                                                                                       | Make It Hot                                                 |
| "I Can't See"                                              | 1998 | Nicole                                                                                       | Make It Hot                                                 |
| "Boy You Should Listen"                                    | 1998 | Nicole                                                                                       | Make It Hot                                                 |
| "In da Street"                                             | 1998 | Nicole, Mocha                                                                                | Make It Hot                                                 |
| "Get Contact" (Demo)                                       | 1998 | N.D.                                                                                         | Make It Hot                                                 |
| "He Be Back" (Demo)                                        | 1998 | Coko                                                                                         | Make It Hot                                                 |
| "Freestyle Over Wu-Tang Clan's "Triumph" Instrumental"     | 1998 | Funkmaster Flex                                                                              | The Mix Tape, Vol. 3: 60 Minutes of Funk, The Final Chapter |
| "Hit Em wit da Hee" (Remix)                                | 1998 | Mocha, Lil' Kim                                                                              | Colonna sonora di Can't Hardly Wait                         |
| "Bye Bye"                                                  | 1998 | Mýa                                                                                          | Mýa                                                         |
| "Ms. Parker"                                               | 1998 | Playa                                                                                        | Cheers 2 U                                                  |
| "He Be Back"                                               | 1998 | Coko                                                                                         | Colonna sonora di Why Do Fools Fall in Love                 |
| "Get Contact"                                              | 1998 | Busta Rhymes                                                                                 | Colonna sonora di Why Do Fools Fall in Love                 |
| "What the Dealio"                                          | 1998 | Total                                                                                        | Colonna sonora di Why Do Fools Fall in Love                 |
| "In My Business"                                           | 1998 | Whitney Houston                                                                              | My Love Is Your Love                                        |
| "Do You Wanna Ride?"                                       | 1998 | Yo Yo, Kelly Price, Lil' Mo                                                                  | Ebony                                                       |
| "I Would If I Could"                                       | 1998 | Yo Yo                                                                                        | Ebony                                                       |
| "Say Goodbye"                                              | 1998 | Pudgee tha Phat Bastard                                                                      | Unreleased 92 - 98                                          |
| "24 Hrs. to Live" (Female Remix)                           | 1998 | Queen Pen, Lil' Kim, Foxy Brown                                                              | N.D.                                                        |
| "Talking on the Phone"                                     | 1998 | Keli Nicole Price                                                                            | Tim's Bio: Life from da Bassment                            |
| "John Blaze"                                               | 1998 | Aaliyah                                                                                      | Tim's Bio: Life from da Bassment                            |
| "Do Something"                                             | 1998 | Total, Mocha                                                                                 | Kima, Keisha, and Pam                                       |
| "Confessions"                                              | 1999 | Destiny's Child                                                                              | The Writing's on the Wall                                   |
| "Where My Girls At?" (Remix)                               | 1999 | 702                                                                                          | Where My Girls At? single                                   |
| "Vivrant Thing" (Remix)                                    | 1999 | Q-Tip, Busta Rhymes                                                                          | Violator (Remixes)                                          |
| "Let Me Get Down"                                          | 1999 | The Notorious B.I.G., Craig Mack, G. Dep                                                     | Born Again                                                  |
| "Feelin' da Love"                                          | 1999 | Paula Cole                                                                                   | Amen                                                        |
| "Ain't Got No Dough"                                       | 1999 | Eve                                                                                          | Let There Be Eve...Ruff Ryders' First Lady                  |
| "Wethuggedout"                                             | 1999 | Noreaga                                                                                      | Melvin Flynt – Da Hustler                                   |
| "Heartbreaker" (Remix)                                     | 1999 | Mariah Carey, Da Brat                                                                        | Rainbow                                                     |
| "That's What I'm Looking For"                              | 2000 | Da Brat, Jermaine Dupri                                                                      | Colonna sonora di Big Momma's House                         |
| "Gotta Leave" (Remix)                                      | 2000 | 702                                                                                          | Gotta Leave single                                          |
| "Bangin' (Don't Lie)" (Remix)                              | 2000 | Nicole, Prodigy of Mobb Deep                                                                 | N.D.                                                        |
| "Make It Hot (Nicole's Groove)"                            | 2000 | Nicole                                                                                       | UK Garage: The Album - The Sound of 2000                    |
| "Nasty Girl 2000"                                          | 2000 | Janet Jackson, Aaliyah                                                                       | N.D.                                                        |
| "Can't Go for That" (Missy's Mix)                          | 2000 | Tamia, 213                                                                                   | Can't Go for That single                                    |
| "Wanna Be"                                                 | 2000 | Tamia                                                                                        | A Nu Day                                                    |
| "Club 2G" (Demo)                                           | 2000 | Demo vocalist for Lil' Mo                                                                    | Colonna sonora di Dark Angel                                |
| "Floss Ya Jewels"                                          | 2000 | Torrey Carter                                                                                | The Life I Live                                             |
| "Same 'Ol"                                                 | 2000 | Torrey Carter                                                                                | The Life I Live                                             |
| "O.K."                                                     | 2000 | Torrey Carter, Petey Pablo, Trick Daddy                                                      | The Life I Live                                             |
| "Starstruck"                                               | 2000 | Lil' Mo                                                                                      | Based on a True Story                                       |
| "Club 2G"                                                  | 2000 | Lil' Mo, Naam                                                                                | Based on a True Story                                       |
| "Who You Gonna Call?"                                      | 2000 | N.D.                                                                                         | Colonna sonora di Any Given Sunday                          |
| "X"                                                        | 2001 | Ja Rule, Tweet                                                                               | Violator: The Album, V2.0/Pain Is Love                      |
| "Where Could He Be?"                                       | 2001 | Aaliyah, Tweet                                                                               | Aaliyah                                                     |
| "Androgyny" (Remix)                                        | 2001 | Garbage                                                                                      |                                                             |
| "Hide Away"                                                | 2001 | Mick Jagger                                                                                  | Goddess in the Doorway                                      |
| "Bootylicious (Rockwilder Remix)"                          | 2001 | Destiny's Child                                                                              | Colonna sonora di Carmen: A Hip Hopera                      |
| "Make It Hot (Nicole's Groove Remix)"                      | 2001 | Nicole, DJ Luck & MC Neat, MC Breeze, Phaze 1                                                | DJ Luck & MC Neat present... III                            |
| "I Know Whutcha U Like"                                    | 2001 | Mocha, Petey Pablo, Lil' Mo                                                                  | Bella Mafia                                                 |
| "Mardi Gras"                                               | 2001 | Mocha, Lil' Mo                                                                               | Bella Mafia                                                 |
| "Keep It G.A.N.G.S.T.A." (Remix)                           | 2001 | Nate Dogg, Lil' Mo                                                                           | "Keep It G.A.N.G.S.T.A." single                             |
| "Single Life" (Interlude)                                  | 2001 | Nicole                                                                                       | Elektric Blue                                               |
| "Last Night a DJ..."                                       | 2001 | Nicole                                                                                       | Elektric Blue                                               |
| "(No Joke) Mama Used to Say"                               | 2001 | Nicole, Redman                                                                               | Elektric Blue                                               |
| "Dat Bitch"                                                | 2001 | Redman                                                                                       | Malpractice                                                 |
| "Tipi Ti on My Cappi Town"                                 | 2001 | Prince Paul, Lance Crouther                                                                  | Colonna sonora di Pootie Tang                               |
| "Get Ur Freak On" (Remix)                                  | 2001 | Nelly Furtado                                                                                | Colonna sonora di Lara Croft: Tomb Raider                   |
| "Violator Run This"                                        | 2001 | N.D.                                                                                         | Violator: The Album, V2.0                                   |
| "Quick Rush"                                               | 2001 | Total                                                                                        | Colonna sonora di Bait                                      |
| "Higher Ground"                                            | 2002 | Karen Clark Sheard, Yolanda Adams, Kim Burrell, Dorinda Clark-Cole, Mary Mary, Tweet         | 2nd Chance                                                  |
| "Lights, Camera, Action!" (Club Mix)                       | 2002 | Mr. Cheeks, P. Diddy                                                                         | Colonna sonora di xXx                                       |
| "That's Crazy"                                             | 2002 | P. Diddy, Black Rob, Snoop Dogg, G. Dep                                                      | We Invented the Remix                                       |
| "Big Spender"                                              | 2002 | N.D.                                                                                         | Southern Hummingbird                                        |
| "Wrapped Around Me" (Beyoncé Demo)                         | 2002 | Cheri Dennis                                                                                 | N.D.                                                        |
| "What's That Sound?"                                       | 2002 | Angie Martinez                                                                               | Animal House                                                |
| "Incredible"                                               | 2002 | Lady Luck                                                                                    | N.D.                                                        |
| "Incredible" (Incredible Remix)                            | 2002 | Lady Luck                                                                                    | No Matter What single                                       |
| "Really Don't Want My Love"                                | 2002 | Ms. Jade                                                                                     | Girl Interrupted                                            |
| "Rewind That Back"                                         | 2002 | Trina                                                                                        | Diamond Princess                                            |
| "Hurt SumthinTemplate:' "                                  | 2003 | N.D.                                                                                         | Honey: Music from & Inspired by the Motion Picture          |
| "Thugman"                                                  | 2003 | Tweet                                                                                        | Honey: Music from & Inspired by the Motion Picture          |
| "E-V-E (Theme Song)"                                       | 2003 | N.D.                                                                                         | The Opposite Sex                                            |
| "One Night Stand" (Remix)                                  | 2003 | E-40, Busta Rhymes                                                                           | One Night Stand single                                      |
| "Intro"                                                    | 2003 | Monica                                                                                       | After the Storm                                             |
| "Get It Off"                                               | 2003 | Monica                                                                                       | After the Storm                                             |
| "So Gone (Remix)"                                          | 2003 | Monica, Busta Rhymes, Tweet                                                                  | After the Storm                                             |
| "Like a Virgin/Hollywood Medley"                           | 2003 | Madonna, Christina Aguilera, Britney Spears                                                  | Remixed & Revisited                                         |
| "Into the Hollywood Groove" (The Passengerz Mix)           | 2003 | Madonna                                                                                      | Remixed & Revisited                                         |
| "American Life" (Missy Elliott's American Dream Remix)     | 2003 | Madonna, Tweet                                                                               |                                                             |
| "Pussycat" (Remix)                                         | 2003 | Janet Jackson, Lil' Kim                                                                      | N.D.                                                        |
| "Missy Freestyle"                                          | 2003 | DJ Clue?                                                                                     | Please Don't Throw Rocks at the Throne                      |
| "Party and Bullshit" (Remix)                               | 2003 | Rah Digga, Eve                                                                               | Party & ... single                                          |
| "Dilatn'"                                                  | 2003 | Dilated Peoples                                                                              | The Alchemist Presents: Heavy Surveillance                  |
| "Sickalicious"                                             | 2003 | Fabolous                                                                                     | Street Dreams                                               |
| "(When Kim Say) Can You Hear Me Now?"                      | 2003 | Lil' Kim                                                                                     | La Bella Mafia                                              |
| "Signs"                                                    | 2003 | Beyoncé                                                                                      | Dangerously in Love                                         |
| "Crazy in Love" (Put It In Ur Mouth Remix)                 | 2003 | Beyoncé                                                                                      | N.D.                                                        |
| "Hey Woo"                                                  | 2003 | Loon                                                                                         | Loon                                                        |
| "Go Ahead"                                                 | 2003 | Karen Clark Sheard                                                                           | The Heavens Are Telling                                     |
| "Wake Up Everybody"                                        | 2004 | Various Artists                                                                              | Wake Up Everybody                                           |
| "Kiss (Live)"                                              | 2004 | Alicia Keys, Gwen Stefani of No Doubt                                                        | 2004 BRIT Awards                                            |
| "The World Is Ours"                                        | 2004 | Justin Timberlake, Timbaland, Kiley Dean, Bubba Sparxxx                                      | The World Is Ours                                           |
| "What Can I Do"                                            | 2004 | Shawnna                                                                                      | Worth tha Weight                                            |
| "Break Me Off"                                             | 2004 | Petey Pablo                                                                                  | Still Writing in My Diary: 2nd Entry                        |
| "Whole Wide World"                                         | 2004 | Petey Pablo                                                                                  | Still Writing in My Diary: 2nd Entry                        |
| "I Don't Wanna Party"                                      | 2004 | John D.O.E.                                                                                  | N.D.                                                        |
| "Freakazoid"                                               | 2004 | Blaque                                                                                       | Torch                                                       |
| "Ugly"                                                     | 2004 | Blaque                                                                                       | Torch                                                       |
| "Dat's Right"                                              | 2004 | Blaque                                                                                       | Torch                                                       |
| "Crank Me Up"                                              | 2004 | Adina Howard                                                                                 | The Second Coming                                           |
| "Hot"                                                      | 2004 | Ratatat                                                                                      | Ratatat Remixes Vol. 1                                      |
| "Wake Up"                                                  | 2004 | Ratatat                                                                                      | Ratatat Remixes Vol. 1                                      |
| "Playa"                                                    | 2004 | Nelly, Mobb Deep                                                                             | Sweat                                                       |
| "Spank My Ass"                                             | 2004 | Blu Cantrell                                                                                 | From L.A. to L.O.                                           |
| "Backstabbers"                                             | 2004 | Jazmine Sullivan                                                                             | Break My Little Heart                                       |
| "Break My Little Heart"                                    | 2004 | Jazmine Sullivan                                                                             | Break My Little Heart                                       |
| "Don't Let Me Get Started"                                 | 2004 | Jazmine Sullivan                                                                             | Break My Little Heart                                       |
| "Feel Nice"                                                | 2004 | Jazmine Sullivan                                                                             | Break My Little Heart                                       |
| "Where Did You Go? (Bus Stop)"                             | 2004 | Jazmine Sullivan, Tweet                                                                      | Break My Little Heart                                       |
| "Selfish (I Want U 2 Myself)"                              | 2004 | Fantasia, Jazmine Sullivan                                                                   | Free Yourself                                               |
| "Say What"                                                 | 2004 | Method Man                                                                                   | Tical 0: The Prequel                                        |
| "L.O.V.E." (Missy Underground Remix)                       | 2005 | Ashlee Simpson                                                                               | L.O.V.E. single                                             |
| "Gotta Getcha" (Remix)                                     | 2005 | Jermaine Dupri, Usher, Johntá Austin                                                         | Gotta Getcha single                                         |
| "Things I Don't Mean"                                      | 2005 | Tweet                                                                                        | It's Me Again                                               |
| "Mr. DJ"                                                   | 2005 | Tweet                                                                                        | It's Me Again                                               |
| "The Road to Stardom (Theme Song)"                         | 2005 | N.D.                                                                                         | N.D.                                                        |
| "Set It Off" (She's a Hustla Freestyle)                    | 2005 | DJ Khaled                                                                                    | This Ain't a Movie Dogg!                                    |
| "Wait (The Whisper)" (Remix)                               | 2005 | Ying Yang Twins, Busta Rhymes, Lil Scrappy, Free, Mr. Collipark                              | U.S.A. (United State of Atlanta)                            |
| "Ultimate Rush"                                            | 2005 | The Notorious B.I.G.                                                                         | Duets: The Final Chapter                                    |
| "Lift Ya Skirt"                                            | 2005 | Ol' Dirty Bastard                                                                            | A Son Unique                                                |
| "How We Do It Over Here"                                   | 2006 | Busta Rhymes                                                                                 | The Big Bang                                                |
| "Bump What Ya Friends Say"                                 | 2006 | Fantasia                                                                                     | Fantasia                                                    |
| "Turn This Party Up!"                                      | 2006 | Fantasia                                                                                     | Fantasia                                                    |
| "Clap Ya Hands"                                            | 2006 | Fantasia                                                                                     | Fantasia                                                    |
| "Susan MacLeod/Into the Groove" (Live)                     | 2006 | Madonna                                                                                      | I'm Going to Tell You a Secret                              |
| "SexyBack" (DJ Wayne Williams Ol' Skool Remix)             | 2006 | Justin Timberlake                                                                            | FutureSex/LoveSounds (Deluxe Edition)                       |
| "Take It Slow" (Remix)                                     | 2006 | Shawnna                                                                                      | N.D.                                                        |
| "Get on the Bus"                                           | 2006 | Raskal                                                                                       | Black Beauty, Vol. 12                                       |
| "Not Alone"                                                | 2006 | Olivia                                                                                       | Behind Closed Doors                                         |
| "Love Me or Hate Me" (Remix)                               | 2006 | Lady Sovereign                                                                               | Public Warning                                              |
| "Hell Naw"                                                 | 2006 | So Def                                                                                       | N.D.                                                        |
| "I Like It"                                                | 2007 | So Def                                                                                       | N.D.                                                        |
| "Happy Birthday"                                           | 2007 | So Def, Izza Kizza                                                                           | N.D.                                                        |
| "Bounce"                                                   | 2007 | Timbaland, Dr. Dre, Justin Timberlake                                                        | Shock Value                                                 |
| "On the Hotline" (Remix)                                   | 2007 | Pretty Ricky                                                                                 | N.D.                                                        |
| "Boogie Police (Wiggle)"                                   | 2007 | Omarion                                                                                      | N.D.                                                        |
| "Let It Go" (Remix)                                        | 2007 | Keyshia Cole, Young Dro, T.I.                                                                | Just Like You                                               |
| "Straight Jack"                                            | 2007 | Chilli                                                                                       | Bi-Polar                                                    |
| "Glidin'"                                                  | 2007 | Chilli                                                                                       | Bi-Polar                                                    |
| "Do It" (Remix)                                            | 2007 | Nelly Furtado                                                                                | Do It single                                                |
| "Tambourine" (Remix)                                       | 2007 | Eve, Fabolous, Swizz Beatz                                                                   | N.D.                                                        |
| "Missy Elliott Intro"                                      | 2007 | Lil' Brianna                                                                                 | Princess of Miami                                           |
| "Cherry Pop"                                               | 2007 | Olivia                                                                                       | Show the World                                              |
| "I Got a Bottle"                                           | 2008 | Trina                                                                                        | Still da Baddest                                            |
| "Big Nox (Good Shit)"                                      | 2008 | Nox                                                                                          | N.D.                                                        |
| "Whatcha Think About That" (Darkchild Remix)               | 2008 | The Pussycat Dolls, André 3000                                                               | Whatcha Think About That single                             |
| "Need U Bad" (Remix)                                       | 2008 | Jazmine Sullivan, T.I.                                                                       | Need U Bad single                                           |
| "Walk the Dawg"                                            | 2008 | Izza Kizza                                                                                   | Kizzaland                                                   |
| "The 1"                                                    | 2008 | Janet Jackson                                                                                | Discipline                                                  |
| "The Girl That Rules"                                      | 2008 | Ruslana                                                                                      | Wild Energy                                                 |
| "Break It Down" (Demo)                                     | 2008 | Chibi                                                                                        | N.D.                                                        |
| "She's Fine"                                               | 2008 | DJ Khaled, Sean Paul, Busta Rhymes                                                           | We Global                                                   |
| "Whisper"                                                  | 2008 | Jessica Betts                                                                                | Jessie Pearl                                                |
| "Moon"                                                     | 2008 | Jessica Betts                                                                                | Jessie Pearl                                                |
| "Fast Car"                                                 | 2009 | Queen Latifah                                                                                | Persona                                                     |
| "Fast Car" (Remix)                                         | 2009 | Queen Latifah, Lil' Kim                                                                      | Fast Car single                                             |
| "Let's Just Do It" (Remix)                                 | 2009 | Lisa "Left Eye" Lopes, TLC                                                                   | Eye Legacy                                                  |
| "I Could've Loved You"                                     | 2009 | Jack Splash, Jazmine Sullivan                                                                | Technology and Love Might Save Us All...                    |
| "Freakin' You"                                             | 2009 | Busta Rhymes, Ne-Yo                                                                          | Back on My B.S.                                             |
| "Shake N' Bake"                                            | 2009 | Shaun Bless                                                                                  | You Don't Gotta Like My Album                               |
| "Regret" (Remix)                                           | 2009 | LeToya                                                                                       | N.D.                                                        |
| "Let Me Know"                                              | 2009 | Monica                                                                                       | Still Standing                                              |
| "Everything to Me" (Remix)                                 | 2010 | Monica, The Notorious B.I.G.                                                                 | N.D.                                                        |
| "Headboard"                                                | 2010 | Corté Ellis                                                                                  | N.D.                                                        |
| "The Perttiest Girl"                                       | 2010 | Alja Jackson                                                                                 | The Perttiest Girl                                          |
| "Green Light"                                              | 2010 | Sharaya J                                                                                    | N.D.                                                        |
| "All Night Long"                                           | 2011 | Demi Lovato, Timbaland                                                                       | Unbroken                                                    |
| "Take Ur Clothes Off"                                      | 2011 | Timbaland                                                                                    | Timbaland Thursdays/Textbook Timbo                          |
| "Fun" (Remix)                                              | 2011 | Spice                                                                                        | N.D.                                                        |
| "Why Stop Now" (Remix)                                     | 2012 | Busta Rhymes, Chris Brown, Lil Wayne                                                         | N.D.                                                        |
| "Bad Girls" (Switch Remix)                                 | 2012 | M.I.A., Rye Rye                                                                              | Bad Girls – The Remixes                                     |
| "Bad Girls" (N.A.R.S. Remix)                               | 2012 | M.I.A., Azealia Banks                                                                        | Bad Girls – The Remixes                                     |
| "Bass"                                                     | 2012 | Lady Luck                                                                                    | The Lost Tapes                                              |
| "Shout out from Missy Elliott"                             | 2012 | Shawnna                                                                                      | She's Alive                                                 |
| "Last Friday Night (T.G.I.F.)" (Remix)                     | 2012 | Katy Perry                                                                                   | Teenage Dream: The Complete Confection                      |
| "Mixtape"                                                  | 2012 | Lyrica Anderson                                                                              | N.D.                                                        |
| "The Party Anthem"                                         | 2013 | Timbaland, Lil Wayne, T-Pain                                                                 | N.D.                                                        |
| "How You Love It"                                          | 2013 | Ester Dean                                                                                   | Story Never Told                                            |
| "Missy Elliott Intro"                                      | 2013 | DJ Jayhood                                                                                   | Hating Is Motivation                                        |
| "BANJI"                                                    | 2013 | Sharaya J                                                                                    | N.D.                                                        |
| "Smash Up the Place"                                       | 2013 | Sharaya J                                                                                    | N.D.                                                        |
| "Snatch Yo Wigs"                                           | 2013 | Sharaya J                                                                                    | N.D.                                                        |
| "Done Done"                                                | 2013 | Timbaland, Sebastian                                                                         | Textbook Timbo                                              |
| "Wanna Be"                                                 | 2013 | Eve, Nacho                                                                                   | Lip Lock                                                    |
| "Just Party"                                               | 2013 | Torrey Carter, VSO                                                                           | Just Party single                                           |
| "Niliria"                                                  | 2013 | G-Dragon                                                                                     | Coup D'Etat                                                 |
| "Chugalug"                                                 | 2013 | G-Dragon                                                                                     | N.D.                                                        |
| "Sex" (Remix)                                              | 2013 | Shawnna                                                                                      | Sex single                                                  |
| "Kunty Hunty"                                              | 2013 | MikeQ, Brenmar                                                                               | Boiler Room: NYC Hotel Times Square                         |
| "Get Ur Freak On/Keep Me"                                  | 2014 | The Black Keys                                                                               | Colonna sonora di Neighbors                                 |
| "Take Ü There" (Remix)                                     | 2015 | Jack Ü (Diplo, Skrillex)                                                                     | Skrillex and Diplo Present Jack Ü                           |
| "That's How I'm Feelin'"                                   | 2015 | Ciara, Pitbull                                                                               | Jackie                                                      |
| "Nobody Bigger" (Remix)                                    | 2015 | 21:03                                                                                        | Nobody Bigger single                                        |
| "Burnitup!"                                                | 2015 | Janet Jackson                                                                                | Unbreakable                                                 |
| "Code Red"                                                 | 2015 | Monica, Laiyah                                                                               | Code Red                                                    |
| "Somebody Else Will"                                       | 2016 | Tweet                                                                                        | Charlene                                                    |
| "This Is for My Girls"                                     | 2016 | Zendaya, Janelle Monáe, Kelly Clarkson, Kelly Rowland, Chloe x Halle, Lea Michele, Jadagrace | This Is for My Girls single                                 |
| "Strive"                                                   | 2016 | A$AP Ferg                                                                                    | Always Strive and Prosper                                   |
| "Not That Kinda Girl"                                      | 2016 | Fifth Harmony                                                                                | 7/27                                                        |
| "Ghostbusters (I'm Not Afraid)"                            | 2016 | Fall Out Boy                                                                                 | Ghostbusters: Original Motion Picture Soundtrack            |
| "REDMERCEDES" (Remix)                                      | 2017 | Aminé, AJ Tracey                                                                             | N.D.                                                        |
| "Glow Up"                                                  | 2017 | Mary J. Blige, DJ Khaled                                                                     | Strength of a Woman                                         |
| "Get It"                                                   | 2018 | Busta Rhymes, Kelly Rowland                                                                  | Get It single                                               |
| "ID"                                                       | 2018 | Skrillex                                                                                     | N.D.                                                        |
| "Borderline"                                               | 2018 | Ariana Grande                                                                                | Sweetener                                                   |
| "Level Up" (Remix)                                         | 2018 | Ciara, Fatman Scoop                                                                          | Level Up single                                             |
| "This Is Me (The Reimagined Remix)"                        | 2018 | Keala Settle, Kesha                                                                          | The Greatest Showman: Reimagined                            |